# Microsoft Office Mobile
Microsoft Office Mobile  és un paquet ofimàtic, creat per Microsoft, per a les diferents versions de Windows Mobile. Consta de Word Mobile, Excel Mobile, PowerPoint Mobile, OneNote Mobile i Outlook Mobile. Se'l vol fer compatible amb versions d'escriptori. Office Mobile originalment es va estrenar com Pocket Office en el sistema operatiu Pocket PC 2000 a l'abril del 2000. Des de llavors s'ha actualitzat diverses vegades. La versió actual és Office 2019 i va ser llançada el 24 de setembre de 2018.

## Història
Office Mobile originalment es coneixia com a "Pocket Office", i va ser llançat per Microsoft amb el sistema operatiu Pocket PC 2000 l'abril de 2000. Aquesta versió va ser creada per a la plataforma de maquinari de Pocket PC, quan l'especificació de maquinari de Microsoft Smartphone encara no s'havia comercialitzada. Va consistir en Pocket Word, Pocket Excel i Pocket Outlook. Amb actualitzacions constants en versions posteriors de Windows Mobile, Office Mobile es reanomena amb el seu nom actual després de la publicació del sistema operatiu Windows Mobile 5.0. Aquesta versió d'Office Mobile també inclou PowerPoint Mobile per al primer temps. Acompanyant a la versió de Microsoft OneNote 2007, una addició opcional nova a la línia de programes d'Office Mobile es va llançar com OneNote Mobile. Amb la versió de Windows Mobile 6 Standard, Office Mobile es troba disponible per a la plataforma de maquinari de Smartphone, però, a diferència d'Office Mobile per a les versions Professional i Clàssic de Windows Mobile, la creació de nous documents no és una característica addicional. Una solució popular consisteix en crear un nou document en blanc en una versió d'escriptori d'oficina, en sincronitzar el dispositiu, editar i guardar al dispositiu Windows Mobile.
El juny de 2007, Microsoft va anunciar una nova versió del paquet, Office Mobile 2007. Es va fer disponible com "Office Mobile 6.1" el 26 de setembre de 2007 com una actualització gratuïta per a la descàrrega actual de Windows Mobile 5.0 i 6 usuaris. No obstant això, no és compatible amb dispositius de Windows Mobile 5.0 utilitzant versions compilades anteriors 14847   "Office Mobile 6.1 actualització". També serà una característica preinstalada en versions posteriors en dispositius amb Windows Mobile 6. Office Mobile 6.1 és compatible amb l'especificació d'Office Open XML com la seva contrapart de l'escriptori.
El 12 d'agost de 2009, es va anunciar una versió compatible amb Symbian OS de Nokia.

## Programes

### Word Mobile
Word Mobile, originalment anomenat Pocket Word, s'ha inclòs amb la suite Office Mobile des del llençament dels Pocket PC a l'any 2000. Es tracta d'un processador de textos programa amb funcions similars al seu contrapart d'escriptori, Microsoft Word. Word Mobile permet el format bàsic de documents Word Mobile i té la capacitat de guardar documents en diversos formats, incloent format RTF, en el format DOC per llegir en versions d'escriptori de Word i simple de fitxers de text de Microsoft. Si bé és possible obrir fitxers PSW (Pocket Word) heretats de la versió actual de Word Mobile, aquests fitxers s'han de guardar com un altre format compatible. També permet Word Mobile per a la inserció d'imatges, llistes i taules de documents, però les imatges s'han d'agregar en la versió d'escriptori de Word i no es poden moure. A més, Word Mobile inclou un corrector ortogràfic, una eina de recompte de paraules i un comando de "buscar i reemplaçar", notes al peu, notes al final, encapçalats, peus de pàgina, salts de pàgina, certes sagnies de llistes i certes fonts, malgrat tot això, no mostra ni pot inserir mentre treballa en un document en Word Mobile.

### Excel Mobile
Com Word Mobile, Excel Mobile va ser un dels programes originals que va incloure Office Mobile en la seva versió. És un programa de full de càlcul que és compatible amb Microsoft Excel i pot crear, obrir, editar i guardar en format de full de càlcul ".Xls" de Microsoft. Excel Mobile permet un format de cel·les, càlculs bàsics de fórmules i la creació de gràfics. Com un mitjà per tractar de la resolució de pantalla limitat, Excel Mobile també té la capacitat d'utilitzar un mode de pantalla completa. A més, admet el filtratge de dades i la divisió de panells per veure les diferents parts d'un full de càlcul en un temps. Configuració de protecció, configuració de zoom, configuració d'auto-filtre, certs formats del gràfic, les fulles ocultes i altres característiques no s'admeten en Excel Mobile i es modificaran en obrir i desar un llibre.

### Outlook Mobile
Outlook Mobile és un administrador d'informació personal. A diferència de la resta de la suite d'Office Mobile, Outlook Mobile no consisteix a una única aplicació a la plataforma Windows Mobile i en el seu lloc té diversos programes separats: missatgeria, calendari, contactes i tasques. Sincronitza el correu electrònic, cites, contactes i tasques de la versió d'escriptori d'Outlook. És compatible amb el Calendari de Windows, Windows Mail i contactes de Windows. Outlook Mobile també és capaç d'ometre la sincronització amb el seu homòleg d'escriptori, per interaccionar directament amb Microsoft Exchange Server. Aquesta interacció directa permet una connexió permanent amb el correu electrònic, coneguda, comunament, com la inserció del correu electrònic.

#### Missatgeria
L'aplicació de missatgeria per a mòbils d'Outlook inclou les següents característiques:
- Impulsar el correu electrònic utilitzant Microsoft Exchange Server.
- Sincronització de carpetes de Microsoft Outlook.
- SMS missatgeria a telèfons.
- MMS missatgeria a telèfons.
- Suport de Windows Live Hotmail.
- Suport de POP.
- Suport IMAP.
- Suport de les dades adjunts del correu electrònic.
- Suport de correu electrònic HTML.
- Recerca d'Exchange.

#### Calendari
L'aplicació de l'agenda d'Outlook Mobile inclou les següents característiques:
- Suport vCal.
- Vistes del programa, dia, setmana, mes, any i el calendari lunar.
- Suport de la categoria.
- Suport de Microsoft Exchange Server.
- Recordatoris i alarmes.

#### Contactes
L'aplicació de contactes d'Outlook Mobile inclou les següents característiques:
- Suport de vCard.
- Suport de la categoria.
- L'usuari es pot posar en contacte amb recerca.
- Recerca d'Exchange.
- L'usuari es pot posar en contacte amb fotos.
- Assignació de tons per als contactes en telèfons.

#### Tasques
L'aplicació de tasques de la d'Outlook Mobile inclou les següents característiques:
- Suport de la categoria.
- Estat de la prioritat de les tasques.
- Estat de la sensibilitat de les tasques.
- Avisos.

### PowerPoint Mobile
PowerPoint Mobile es va incloure amb el llançament del sistema operatiu Windows Mobile 5.0. Es tracta d'un programa de presentació capaç de llegir els documents de presentació de PowerPoint de Microsoft. A diferència de Word i Excel Mobile, és capaç de crear o editar documents nous. Encara que essencialment només un PowerPoint Visor de PowerPoint Mobile, PowerPoint Mobile també permet una opció de zoom per fer front a resolució de pantalla limitat.

### OneNote Mobile
Originalment publicat amb la versió beta de Microsoft Office 2007, OneNote Mobile és un programa de presa de notícies que se sincronitza amb Microsoft OneNote. OneNote Mobile permet un format bàsic de text, la inserció de mitjans de comunicació com fotografies o enregistraments d'àudio, la creació de llistes i l'ús de hipervincles en documents, fotografies i enregistraments d'àudio poden prendre directament des de dins del programa amb una càmera integrada i un micròfon, respectivament.